# D. J. Moore (football américain, 1997)
Pour les articles homonymes, voir D. J. Moore et Moore.
(en) Statistiques sur pro-football-reference
Denniston Oliver Moore Jr., né le 14 avril 1997 à Philadelphie, est un joueur américain de football américain.
Il joue au poste de wide receiver pour les Bears de Chicago dans la National Football League (NFL).

## Biographie

### Carrière universitaire
Il a étudié à l'université du Maryland et a joué pour l'équipe des Terrapins de 2015 à 2017.

### Carrière professionnelle
Il est sélectionné par les Panthers de la Caroline au 24e rang lors du premier tour de la draft 2018 de la NFL. Il est le premier wide receiver sélectionné durant la draft. Il signe par la suite un contrat de 4 ans comprenant une prime à la signature de 6,2 millions de dollars. 
Lors de la 2e semaine contre les Falcons d'Atlanta, il marque son premier touchdown sur sa toute première passe réceptionnée en NFL. Lors des dernières secondes de la partie, alors placé dans la zone des buts adverse, il n'arrive toutefois pas à réceptionner une passe de son quarterback Cam Newton qui lui glisse entre les mains et qui aurait pu envoyer l'équipe en période de prolongation. Il termine sa première saison professionnelle avec 788 yards sur 55 passes réceptionnées et 2 touchdowns marquées. Il est sélectionné dans l'équipe-type des débutants de la ligue par la Pro Football Writers Association à l'issue de la saison.
La saison suivante, il devient une des principales cibles parmi les receveurs de son équipe. Il conclut la saison en tant que meilleur receveur des Panthers avec 1 175 yards par la voie des airs.
Il signe en mars 2022 un nouveau contrat de 3 ans pour 61,9 millions de dollars avec les Panthers.
En mars 2023, les Panthers envoient Moore, le 9e choix de la draft 2023 et trois autres choix de draft aux Bears de Chicago en échange du premier choix de la draft 2023.

## Statistiques
| Année       | Équipe                | Statut      | MJ |     | Courses | Courses | Courses | Courses |       | Passes réceptionnées | Passes réceptionnées | Passes réceptionnées | Passes réceptionnées |  | Fumbles | Fumbles |
| Année       | Équipe                | Statut      | MJ | Nb. | Yards   | Moy.    | TD      | Nb.     | Yards | Moy.                 | TD                   | Nb.                  | Perdus               |  |         |         |
| 201         | Terrapins du Maryland | Fr.         | 11 | 25  | 0 357   | 14,3    | 03      | 01      | 09    | 09,0                 | 0                    | 0                    | 0                    |  |         |         |
| 201         | Terrapins du Maryland | So.         | 13 | 41  | 0 637   | 15,5    | 06      | 11      | 55    | 05,0                 | 0                    | 0                    | 0                    |  |         |         |
| 201         | Terrapins du Maryland | Jr.         | 12 | 80  | 1 033   | 12,9    | 08      | 05      | 61    | 12,2                 | 1                    | 0                    | 0                    |  |         |         |
| Totaux NCAA | Totaux NCAA           | Totaux NCAA | 36 | 146 | 2 027   | 13,9    | 17      | 17      | 125   | 7,4                  | 1                    | 0                    | 0                    |  |         |         |

| Année              | Équipe                  | MJ |                 | Passes réceptionnées | Passes réceptionnées | Passes réceptionnées | Passes réceptionnées |                 | Courses         | Courses         | Courses | Courses |  | Fumbles | Fumbles |
| Année              | Équipe                  | MJ | Nb.             | Yards                | Moy.                 | TD                   | Nb.                  | Yards           | Moy.            | TD              | Nb.     | Perdus  |  |         |         |
| 2018               | Panthers de la Caroline | 16 | 55              | 0 788                | 14,3                 | 2                    | 13                   | 172             | 13,2            | 0               | 4       | 3       |  |         |         |
| 2019               | Panthers de la Caroline | 15 | 87              | 1 175                | 13,5                 | 4                    | 06                   | 040             | 06,7            | 0               | 2       | 1       |  |         |         |
| 2020               | Panthers de la Caroline | 15 | 66              | 1 193                | 18,1                 | 4                    | 02                   | 022             | 11,0            | 0               | 0       | 0       |  |         |         |
| 2021               | Panthers de la Caroline | 17 | 93              | 1 157                | 12,4                 | 4                    | 08                   | 048             | 06,0            | 0               | 1       | 1       |  |         |         |
| 2022               | Panthers de la Caroline | 17 | 63              | 0 888                | 14,1                 | 7                    | 10                   | 053             | 05,3            | 0               | 0       | 0       |  |         |         |
| 2023               | Bears de Chicago        | ?  | Saison en cours | Saison en cours      | Saison en cours      | Saison en cours      | Saison en cours      | Saison en cours | Saison en cours | Saison en cours | ?       | ?       |  |         |         |
| Totaux en carrière | Totaux en carrière      | 80 | 301             | 4 313                | 14,5                 | 14                   | 29                   | 282             | 9,2             | 0               | 7       | 5       |  |         |         |

## Identité visuelle

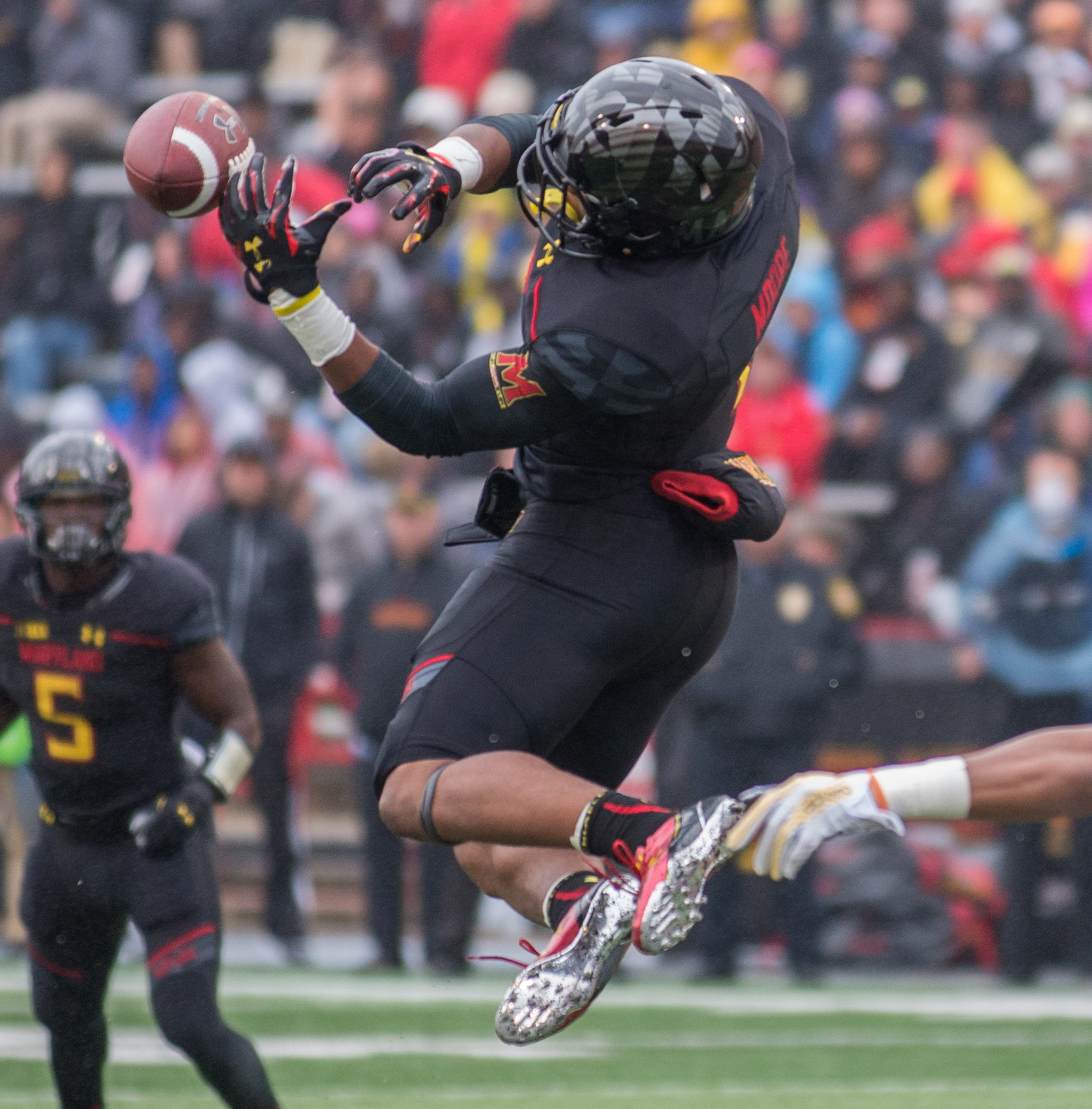
Avec les Terrapins du Maryland en 2015.
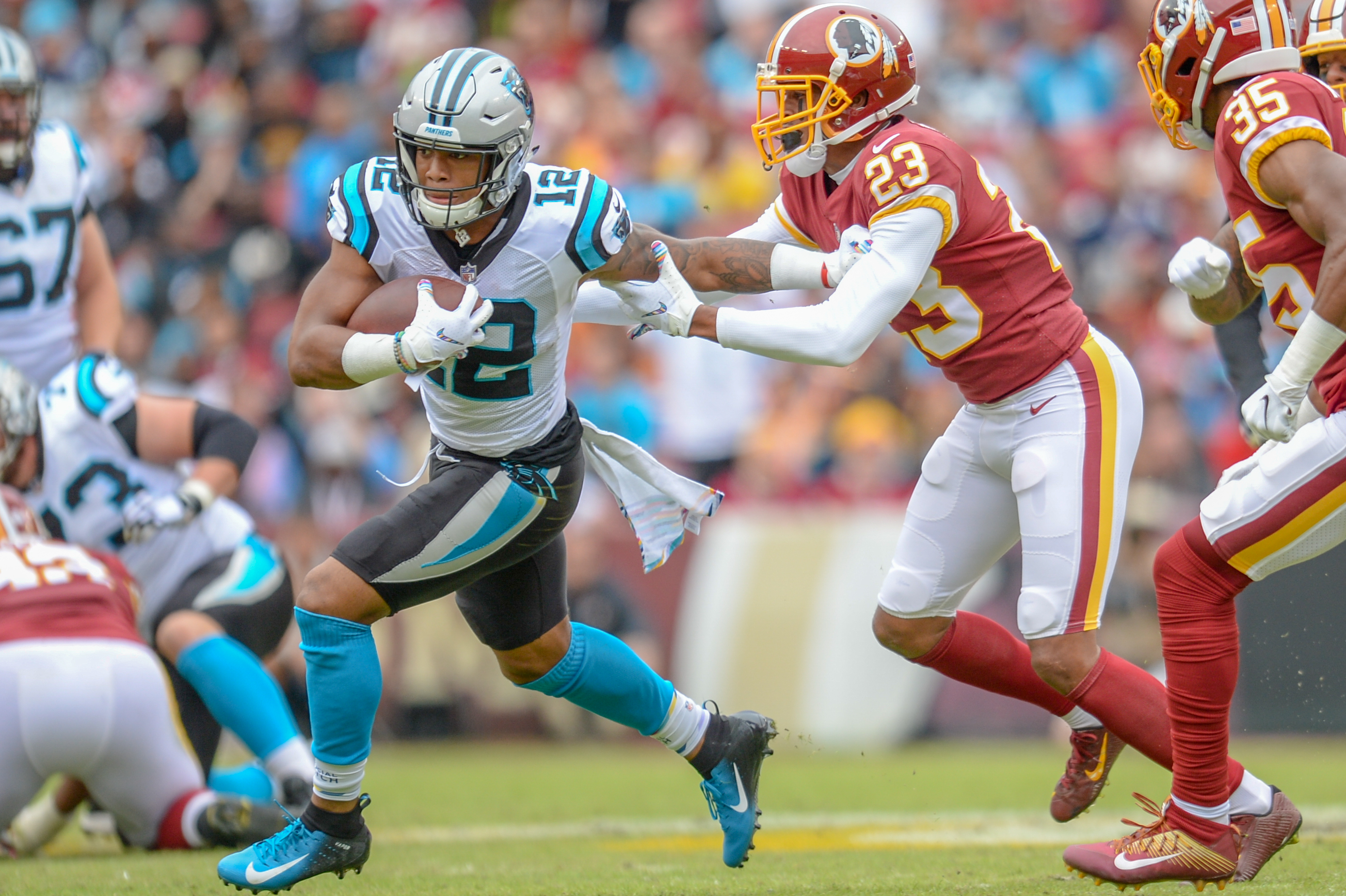
En octobre 2018 avec les Panthers.
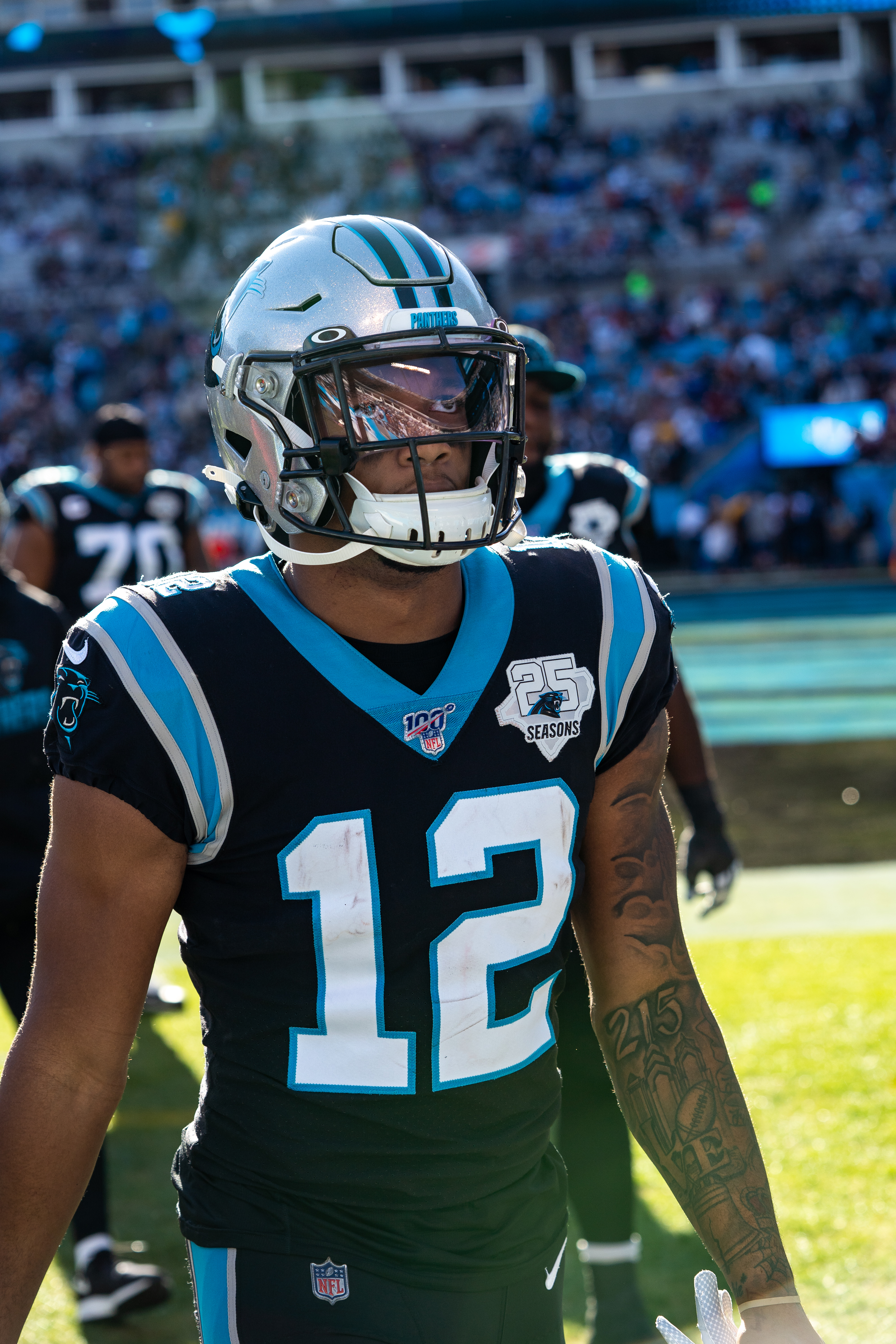
En 2019 contre les Redskins.